# Sessinia stictica
Sessinia stictica là một loài bọ cánh cứng trong họ Oedemeridae. Loài này được Broun miêu tả khoa học năm 1914.